# Gassaway (Virginia Occidental)
Gassaway es un pueblo ubicado en el condado de Braxton en el estado estadounidense de Virginia Occidental. En el Censo de 2010 tenía una población de 908 habitantes y una densidad poblacional de 288,07 personas por km².

## Geografía
Gassaway se encuentra ubicado en las coordenadas 38°39′59″N 80°46′15″O / 38.66639, -80.77083. Según la Oficina del Censo de los Estados Unidos, Gassaway tiene una superficie total de 3.15 km², de la cual 2.99 km² corresponden a tierra firme y (5.09%) 0.16 km² es agua.

## Demografía
Según el censo de 2010, había 908 personas residiendo en Gassaway. La densidad de población era de 288,07 hab./km². De los 908 habitantes, Gassaway estaba compuesto por el 98.57% blancos, el 0.11% eran afroamericanos, el 0.11% eran amerindios, el 0.33% eran asiáticos, el 0% eran isleños del Pacífico, el 0% eran de otras razas y el 0.88% pertenecían a dos o más razas. Del total de la población el 0.11% eran hispanos o latinos de cualquier raza.